# Fritz Bleyl
Hilmar Friedrich Wilhelm Bleyl, noto come Fritz Bleyl (Zwickau, 8 ottobre 1880 – Bad Iburg, 19 agosto 1966), è stato un artista tedesco della scuola espressionista e uno dei quattro fondatori del gruppo di artisti Die Brücke ("Il Ponte").

Manifesto di Fritz Bleyl per promuovere la prima mostra di Die Brücke del 1906. Venne bandito dalla polizia.

Disegnava le grafiche per il gruppo, tra le quali il manifesto per la prima mostra. Lasciò il gruppo dopo soli due anni e da allora non esibì più pubblicamente.

## Vita e opere
Nato a Zwickau, Regno di Sassonia, e cresciuto nella regione dell'Erzgebirge. Nel 1901 iniziò a studiare architettura alla Königliche Technische Hochschule di Dresda, come vollero i suoi genitori; tuttavia, il suo desiderio era quello di diventare un pittore.
Bleyl divenne amico intimo del compagno di studi Ernst Ludwig Kirchner, che incontrò durante il primo trimestre. Condividevano studi sull'arte e la natura, avendo una visione radicale in comune.
Nel 1905, Bleyl insieme a Ernst Ludwig Kirchner e altri due studenti di architettura, Karl Schmidt-Rottluff ed Erich Heckel, fondarono il gruppo di artisti Die Brücke ("Il Ponte"). Il gruppo mirava a rifiutare lo stile accademico tradizionale prevalente e a trovare una nuova modalità di espressione artistica, che avrebbe formato un ponte (da qui il nome) tra il passato e il presente. Il gruppo si ispirava sia ad artisti del passato come Albrecht Dürer, Matthias Grünewald e Lucas Cranach il Vecchio, sia a movimenti d'avanguardia internazionali contemporanei ed esercitò un impatto importante sull'evoluzione dell'arte moderna nel XX secolo formando lo stile dell'espressionismo. Inizialmente, Bleyl era un membro appassionato del gruppo. Così descrisse il primo studio di Kirchner, che in precedenza era una macelleria:
[lo studio] di un vero bohémien, pieno di dipinti sparsi dappertutto, disegni, libri e materiali d'artista — molto più simile all'alloggio romantico di un artista che alla casa di uno studente di architettura ben organizzato.
Nello studio di Kirchner venivano rovesciate le convenzioni sociali per consentire l'amore occasionale e la nudità. Le sessioni collettive di disegno dal vero si svolgevano utilizzando come modelli persone comuni, piuttosto che professionisti, e scegliendo pose di un quarto d'ora per incoraggiare la spontaneità. Bleyl descrisse una di queste modelle, Isabella, una ragazza di quindici anni del quartiere, come "una persona molto vivace, di bella corporatura, gioiosa, senza alcuna deformazione causata dalla moda sciocca del corsetto e completamente adatta alle nostre esigenze artistiche, soprattutto nella fioritura dei suoi boccioli da ragazza."
Il gruppo creò un manifesto (per lo più opera di Kirchner), scolpito su legno, che affermava una nuova generazione "che vuole libertà nel nostro lavoro e nelle nostre vite, indipendenza dalle forze più vecchie e consolidate".
Come aspetto tradizionale, recuperarono tecniche artistiche passate, in particolare la xilografia. Bleyl si specializzò nella progettazione grafica e creò diversi manifesti e biglietti significativi nella promozione del gruppo nel grande pubblico.
A settembre e ottobre 1906 si tenne la prima mostra collettiva, incentrata sul nudo femminile, nella sala della KFM Seifert and Co. a Dresda. Bleyl creò un manifesto litografico per la mostra, stampato con inchiostro arancione su carta bianca, in un formato verticale stretto, più simile alle xilografie giapponesi che alle stampe contemporanee convenzionali, in netto contrasto con il manifesto disegnato da Otto Gussmann per la Terza Mostra Tedesca di Arti Applicate, che aveva aperto quattro mesi prima a Dresda. Bleyl elimina elementi come la corona, la lampada o un abito fluente, per mostrare apertamente il nudo della modella Isabella a figura intera sopra la scritta. La polizia impedì l'esposizione del manifesto ai sensi del Paragrafo 184, clausola sulla pornografia nel Codice Penale Nazionale, per via della raffigurazione di peli pubici.
Nel 1905 Bleyl completò gli studi universitari e, l'anno successivo, iniziò ad insegnare alla Bauschule (scuola di architettura) di Freiberg, in Sassonia. Tenne uno stile di vita borghese, sposandosi nel 1907 e, per mantenere la famiglia, lasciò il gruppo. Gli si sostituirono Max Pechstein e Otto Mueller.
Nel 1916 completò la sua tesi a Dresda sotto la supervisione di Cornelius Gustav Gurlitt Viaggiò in Italia e nelle Alpi. Per il resto della sua vita continuò ad insegnare e ad esercitare la professione di architetto. Continuò a lavorare anche su opere grafiche, ma lontano dallo sguardo del pubblico e senza tenere mostre. Dopo la seconda guerra mondiale, nel 1945, gli fu confiscato l'appartamento, perciò si stabilì a Zwickau con il fratello fino al 1948. Risiedette a Rostock, Neukölln, Berlino e Brandeburgo. Nel 1959 si trasferì a Lugano. Morì a Bad Iburg all'età di 85 anni.

## Mostre
Fritz Bleyl espose nelle seguenti mostre di Die Brücke (Die Brücke organizzava mostre itineranti, in cui la stessa opera veniva esposta più volte in diverse sedi):
- I Collezione di Stampe, galleria Kunsthalle Beyer & Sohn, Lipsia, novembre 1905
- Luglio 1906, Salone d'Arte August Dörbant, Braunschweig
- I Collezione di Stampe 1906 – 1907, Georg Hulbe Kunstgewerbehaus, Amburgo, settembre 1906
- Fabbrica di lampadari Seifert, Dresda-Löbtau, 24 settembre – fine ottobre 1906
- I Collezione di Stampe 1906 – 1907, galleria Katharinenhof, Francoforte sul Meno, novembre 1906
- II Collezione di Stampe 1906 – 1907, Städtische Vorbildersammlung, Chemnitz, dicembre 1906
- Fabbrica di lampadari Seifert, Dresda-Löbtau, 3 dicembre – fine gennaio 1907
- I Collezione di Stampe 1906 – 1907, Salone d'Arte Friedrich Cohen, Bonn, febbraio 1907
- II Collezione di Stampe 1906 – 1907, Zwickau Kunstverein, Zwickau, gennaio – febbraio 1907
- I Collezione di Stampe 1906 – 1907, Salone d'Arte Wilhelm Werner, Gottinga, marzo – aprile 1907
- II Collezione di Stampe 1906 – 1907, Salone d'Arte Otto Fischer, Bielefeld, marzo 1905
- II Collezione di Stampe 1906 – 1907, Düsseldorf Städtische Kunsthalle, Düsseldorf, aprile 1907
- I Collezione di Stampe 1906 – 1907, Leopold-Hoesch-Museum, Düren, giugno 1907
- II Collezione di Stampe 1906 – 1907, Heidelberg Kunstverein, Heidelberg, giugno 1907
- II Mostra di pittura e stampa, Flensburg Gewerbemuseum, Flensburgo, giugno 1907
- II Collezione di Stampe 1906 – 1907, Würrtemberg Kunstverein, Stoccarda, luglio 1907
- I Collezione di Stampe 1906 – 1907, Pfälzischer Kunstverein, Spira, agosto 1907
- II Mostra di pittura e stampa, Salone d'Arte Clematis, Amburgo, luglio – agosto 1907
- II Mostra di pittura e stampa, Salone d'Arte Emil Richter, Dresda, settembre 1907
- I Collezione di Stampe 1906 – 1907, XV Mostra Kunstverein, Rosenheim, ottobre 1907
- II Mostra di pittura e stampa, Museo dell'Imperatore Guglielmo, Magdeburgo, ottobre 1907